# Lista över svenska superhundraåringar
Detta är en lista över svenska superhundraåringar, det vill säga personer som blivit över 110 år. Den äldsta är Astrid Zachrison, som dog på sin 113-årsdag (15 maj 2008). Äldsta nu levande svenskan är sannolikt Hazniye Dolasir, 112 född 1 januari 1913

## Svenska superhundraåringar
Avliden       Lever
| Rank | Namn                   | Kön | Född              | Död               | Ålder                |
| ---- | ---------------------- | --- | ----------------- | ----------------- | -------------------- |
| 1    | Astrid Zachrison       | K   | 15 maj 1895       | 15 maj 2008       | 113 år och 0 dagar   |
| 2    | Agnes Boström          | K   | 29 april 1912     | 16 november 2024  | 112 år och 201 dagar |
| 3    | Gunborg Hancock        | K   | 20 april 1912     | 16 oktober 2024   | 112 år och 179 dagar |
| 4    | Elsa Moberg            | K   | 30 juni 1889      | 20 november 2001  | 112 år och 143 dagar |
| 5    | Esther Ecklund         | K   | 28 oktober 1901   | 12 mars 2014      | 112 år och 135 dagar |
| 6    | Hulda Johansson        | K   | 24 februari 1882  | 9 juni 1994       | 112 år och 105 dagar |
| 7    | Flarid Lagerlund       | K   | 8 februari 1910   | 9 april 2022      | 112 år och 60 dagar  |
| 8    | Carl Mattsson          | M   | 9 mars 1908       | 24 juli 2019      | 111 år och 137 dagar |
| 9    | Anders Engberg         | M   | 1 juli 1892       | 6 november 2003   | 111 år och 128 dagar |
| 10   | Johanne Svensson       | K   | 24 januari 1892   | 29 maj 2003       | 111 år och 125 dagar |
| 11   | Alice Östlund          | K   | 8 december 1906   | 28 mars 2018      | 111 år och 110 dagar |
| 12   | Wilhelmine Sande       | K   | 24 oktober 1874   | 21 januari 1986   | 111 år och 89 dagar  |
| 13   | Ejra Grimstam          | K   | 29 juni 1912      | 25 september 2023 | 111 år och 88 dagar  |
| 14   | Ruth Engström          | K   | 23 september 1902 | 2 december 2013   | 111 år och 70 dagar  |
| 15   | Conrad Johnson         | M   | 19 januari 1904   | 23 december 2014  | 110 år och 338 dagar |
| 16   | Nanny Halvardsson      | K   | 2 juli 1906       | 26 maj 2017       | 110 år och 328 dagar |
| 17   | Hulda Källberg         | K   | 16 januari 1911   | 18 november 2021  | 110 år och 306 dagar |
| 18   | Maria Eriksson         | K   | 28 mars 1900      | 10 januari 2011   | 110 år och 288 dagar |
| 19   | Jenny Karlsson         | K   | 17 oktober 1891   | 13 juli 2002      | 110 år och 269 dagar |
| 20   | Teresia Lindahl        | K   | 10 juni 1888      | 2 mars 1999       | 110 år och 265 dagar |
| 21   | Agnes Sultan           | K   | 15 december 1889  | 4 september 2000  | 110 år och 264 dagar |
| 22   | Olga Nyman             | K   | 6 april 1886      | 15 december 1996  | 110 år och 253 dagar |
| 23   | Signe Lundqvist        | K   | 9 februari 1910   | 23 september 2020 | 110 år och 227 dagar |
| 24   | Elvira "Viran" Larsson | K   | 27 juli 1908      | 16 januari 2019   | 110 år och 173 dagar |
| 25   | Ellen Johansson        | K   | 23 januari 1887   | 6 juli 1997       | 110 år och 164 dagar |
| 26   | Elin Karlsson          | K   | 21 april 1900     | 27 september 2010 | 110 år och 159 dagar |
| 27   | Märta Mattsson         | K   | 20 september 1906 | 18 februari 2017  | 110 år och 151 dagar |
| 28   | Annie Sjöström         | K   | 19 december 1914  | 23 april 2025     | 110 år och 125 dagar |
| 29   | Hanna Eriksson         | K   | 26 februari 1891  | 26 juni 2001      | 110 år och 120 dagar |
| 30   | Sanny Mattsson         | K   | 17 februari 1914  | 6 juni 2024       | 110 år och 110 dagar |
| 31   | Hulda Carlsson         | K   | 2 februari 1898   | 22 april 2008     | 110 år och 80 dagar  |
| 32   | Hertha Åkerlind        | K   | 28 april 1908     | 10 juli 2018      | 110 år och 73 dagar  |
| 33   | Olga Johnson           | K   | 31 augusti 1889   | 31 oktober 1999   | 110 år och 61 dagar  |
| 34   | Gulli Bergendahl       | K   | 10 december 1904  | 3 februari 2015   | 110 år och 55 dagar  |
| 35   | Anna Silverdahl        | K   | 30 april 1891     | 24 maj 2001       | 110 år och 24 dagar  |
| 36   | Gerda Morton           | K   | 11 januari 1890   | 29 januari 2000   | 110 år och 18 dagar  |
| 37   | Hilda Grahn            | K   | 10 juni 1888      | 24 juni 1998      | 110 år och 14 dagar  |
| 38   | Ingrid Svensson        | K   | 23 februari 1912  | 2 mars 2022       | 110 år och 7 dagar   |
| 39   | Karin Larsson          | K   | 17 maj 1904       | 24 maj 2014       | 110 år och 7 dagar   |
| 40   | Lydia Åslund           | K   | 14 november 1902  | 19 november 2012  | 110 år och 5 dagar   |